# Giải quần vợt Pháp Mở rộng 2017 - Đôi huyền thoại trên 45
Sergi Bruguera và Goran Ivanišević là đương kim vô địch, nhưng bị loại ở vòng bảng.
Mansour Bahrami và Fabrice Santoro là nhà vô địch, đánh bại Pat Cash và Michael Chang ở trận chung kết, 7-6 (7-3), 6-3.

## Kết quả

### Từ viết tắt
| - Q = Vòng loại - WC = Đặc cách - LL = Thua cuộc may mắn - Alt = Thay thế - SE = Miễn đặc biệt | - PR = Bảo toàn thứ hạng - w/o = Thắng nhờ đối thủ rút lui trước trận đấu - r = Bỏ cuộc giữa trận đấu - d = Bị xử thua - SR = Xếp hạng đặc biệt |

### Chung kết
|  | Chung kết |                                 |    |   |  |  |
|  |           |                                 |    |   |  |  |
|  | C2        | Pat Cash Michael Chang          | 63 | 3 |  |  |
|  | D3        | Mansour Bahrami Fabrice Santoro | 7  | 6 |  |  |

### Bảng C
|    |                                 | S Bruguera G Ivanišević | P Cash M Chang        | J McEnroe C Pioline | RR W–L | Set W–L | Game W–L | Xếp hạng |
| C1 | Sergi Bruguera Goran Ivanišević |                         | 7–6(7–2), 2–6, [10–4] | 6–3, 3–6, [7–10]    | 1–1    | 3–3     | 19–22    | 2        |
| C2 | Pat Cash Michael Chang          | 6–7(2–7), 6–2, [4–10]   |                       | 6–4, 6–3            | 1–1    | 3–2     | 24–17    | 1        |
| C3 | John McEnroe Cédric Pioline     | 3–6, 6–3, [10–7]        | 4–6, 3–6              |                     | 1–1    | 2–3     | 17–21    | 3        |

Tiêu chí xếp hạng: 1) Số trận thắng; 2) Số trận; 3) Số phần trăm set thắng hoặc game thắng (trong cuộc đấu tay ba); 4) Quyết định của ban tổ chức.

### Bảng D
|    |                                 | A Boetsch H Leconte | M Pernfors M Woodforde | M Bahrami F Santoro | RR W–L | Set W–L | Game W–L | Xếp hạng |
| D1 | Arnaud Boetsch Henri Leconte    |                     | 2–6, 4–6               | 4–6, 3–6            | 0–2    | 0–4     | 13–24    | 3        |
| D2 | Mikael Pernfors Mark Woodforde  | 6–2, 6–4            |                        | 3–6, 4–6            | 1–1    | 2–2     | 19–18    | 2        |
| D3 | Mansour Bahrami Fabrice Santoro | 6–4, 6–3            | 6–3, 6–4               |                     | 2–0    | 4–0     | 24–14    | 1        |

Tiêu chí xếp hạng: 1) Số trận thắng; 2) Số trận; 3) Số phần trăm set thắng hoặc game thắng (trong cuộc đấu tay ba); 4) Quyết định của ban tổ chức.